# Neocentropogon mesedai
Neocentropogon mesedai és una espècie de peix pertanyent a la família dels tetrarògids i a l'ordre dels escorpeniformes.

## Etimologia
Neocentropogon deriva dels mots grecs neos (nou), κέντρον (kéntron, fibló) i pogon (barba).

## Hàbitat i distribució geogràfica
És un peix marí i batidemersal (fins als 383 m de fondària), el qual és un endemisme de la mar Roja

## Observacions
És inofensiu per als humans i el seu índex de vulnerabilitat és alt (62 de 100).